# Ochetostoma manjuyodense
Ochetostoma manjuyodense är en djurart som tillhör fylumet skedmaskar, och som först beskrevs av Ikeda 1905.  Ochetostoma manjuyodense ingår i släktet Ochetostoma och familjen Echiuridae. Inga underarter finns listade i Catalogue of Life.